# Camille Villar
Pour les articles homonymes, voir Villar (nom de famille).
Camille Villar, née le 25 janvier 1985 à Las Piñas (Philippines), est une femme politique philippine. Membre du Parti nationaliste, elle est députée à la Chambre des représentants depuis 2019.

## Biographie

### Origines et études
Née à Las Piñas en 1985, Camille Villar est la benjamine et la seule fille de l'ancien président du Sénat Manny Villar (en) et de la sénatrice Cynthia Villar (en),,. L'un de ses frères, Mark Villar (en), est aussi sénateur. Elle est également la nièce de l'ancien maire de Las Piñas Vergel Aguilar, qui a été marié à Imelda Aguilar (en), sa successeure à la tête de la municipalité.
Elle étudie la gestion d'entreprise à l'université Ateneo de Manila puis obtient une maîtrise en administration des affaires à l'IESE Business School,.

### Carrière professionnelle
Camille Villar est Chief Operating Officer de Brittany Corporation.
Elle a co-animatrice de l'émission télévisée Wil Time Bigtime (en) de 2012 à 2013 puis de Wowowillie (en) en 2013, toutes deux diffusés sur TV5.
Elle est aussi directrice générale du promoteur immobilier Vista Land,.

### Carrière politique
Lors des élections législatives de 2019, Camille Villar est candidate du Parti nationaliste pour le district de Las Piñas,. Elle obtient 89,78 % des suffrages (173 917 voix), battant son concurrent Jerry de los Reyes,.
Le 10 juillet 2020, elle vote contre le renouvellement de la franchise de la société de diffusion ABS-CBN.
Le 18 novembre 2020, elle est élue vice-présidente de la Chambre des représentants mais refuse d'occuper cette fonction,. Le 2 février 2021, elle est de nouveau élue vice-présidente de la Chambre, ce qu'elle accepte cette fois.
Elle est réélue députée en 2022 et occupe à nouveau la fonction de vice-présidente de la Chambre.

## Vie privée
Camille Villar épouse Erwin Genuino, fils de l'homme d'affaires Efraim Genuino. En 2016, ils ont un fils, Tristan Emmanuel,,.